# フランチョ・セラーノ
フランチョ・セラーノ・グラシア（Francho Serrano Gracía、2001年10月17日 - ）は、スペイン・アラゴン州サラゴサ出身のサッカー選手。レアル・サラゴサ所属。ポジションはMF。

## クラブ経歴
2015年にレアル・サラゴサのカンテラに入団した。
2020年11月1日、セグンダ・ディビシオンのRCDマヨルカ戦にてプロデビューを果たした。